# Lousã
Lousã (pronunție în portugheză [lowˈzɐ̃]) este un oraș și comună din districtul Coimbra, aflat în partea centrală a Portugaliei. Populația comunei era în anul 2011 de 17.604 locuitori, care locuiau pe o suprafață de 138,40 km2.

## Geografie
Lousã se învecinează cu următoarele comune:
- la nord, cu Vila Nova de Poiares,
- la est, cu Góis,
- la sud-est, cu Castanheira de Pera,
- la sud, cu Figueiró dos Vinhos,
- la vest, cu Miranda do Corvo.

## Istorie
Orașul a fost întemeiat în 1513 sub numele de Louzan, care a fost schimbat ulterior în Louzã și Lousã.

## Demografie
| Populația comunei Lousã (1801–2011) | Populația comunei Lousã (1801–2011) | Populația comunei Lousã (1801–2011) | Populația comunei Lousã (1801–2011) | Populația comunei Lousã (1801–2011) | Populația comunei Lousã (1801–2011) | Populația comunei Lousã (1801–2011) | Populația comunei Lousã (1801–2011) | Populația comunei Lousã (1801–2011) | Populația comunei Lousã (1801–2011) |
| ----------------------------------- | ----------------------------------- | ----------------------------------- | ----------------------------------- | ----------------------------------- | ----------------------------------- | ----------------------------------- | ----------------------------------- | ----------------------------------- | ----------------------------------- |
| 1801                                | 1849                                | 1900                                | 1930                                | 1960                                | 1981                                | 1991                                | 2001                                | 2004                                | 2011                                |
| 6.574                               | 10.275                              | 11.685                              | 12.905                              | 13.900                              | 13.020                              | 13.447                              | 15.753                              | 17.252                              | 17.606                              |

## Organizare
Comuna Lousã este formată din următoarele localități:
- Casal de Ermio - 376 locuitori
- Foz de Arouce - 1.062 locuitori
- Gândaras - 1.308 locuitori
- Lousã - 10.163 de locuitori
- Serpins - 1.802 locuitori
- Vilarinho - 2.895 locuitori

După reorganizarea teritorială din 2013, comuna Lousã este formată din patru subdiviziuni (freguesia, în portugheză) în locul celor șase subdiviziuni care existau anterior:
- Casal de Ermio și Foz de Arouce (1.438 locuitori)
- Gândaras (1.308 locuitori)
- Lousã - formată din orașul Lousã și din satul Vilarinho (13.056 locuitori)
- Serpins (1.802 locuitori)

## Legături externe
- Fotografii de la Lousã